# Norvège aux Jeux olympiques de 1900
La Norvège participe aux Jeux olympiques d'été de 1900 à Paris. C'est la première participation de ce pays aux Jeux olympiques. Bien que la Norvège et la Suède forment alors une union, les résultats de leurs athlètes lors de ces Jeux sont généralement présentés distinctement. Sept athlètes norvégiens ont participé aux compétitions dans deux sports. Ils y ont obtenu cinq médailles : deux d'argent et  trois de bronze.

## Médailles
| Médaille | Discipline | Épreuve                               | Athlète                                                                           | Performance | Date |
| -------- | ---------- | ------------------------------------- | --------------------------------------------------------------------------------- | ----------- | ---- |
| Argent   | Tir        | Rifle libre, par équipes              | Hellmer Hermandsen Tom Seeberg Ole Andreas Saether Olaf Emil Frydenlund Ole Østmo |             |      |
| Argent   | Tir        | Rifle d'ordonnance, 300m, debout      | Ole Østmo                                                                         |             |      |
| Bronze   | Athlétisme | Saut à la perche                      | Carl-Albert Andersen                                                              |             |      |
| Bronze   | Tir        | Rifle d'ordonnance, 300m, couché      | Ole Østmo                                                                         |             |      |
| Bronze   | Tir        | Rifle d'ordonnance, 300m, 3 positions | Ole Østmo                                                                         |             |      |